# Estación de Auvelais
La estación de Auvelais es una estación de tren belga situada en Sambreville, en la provincia de Namur, región Valona.
Pertenece a la línea  de S-Trein Charleroi.

## Situación ferroviaria
La estación se encuentra en la línea 130 (Namur-Charleroi).

## Intermodalidad
| Línea | Procedencia      | Parada                         | Destino          |
| ----- | ---------------- | ------------------------------ | ---------------- |
| 155   | GILLY Gazomètre  | AUVELAIS Rue Docteur Romedenne | CHÂTELINEAU SNCB |
| 156   | CHÂTELINEAU SNCB | AUVELAIS Rue Docteur Romedenne | GILLY Gazomètre  |

| Línea | Procedencia        | Parada                         | Destino             |
| ----- | ------------------ | ------------------------------ | ------------------- |
| 58    | JEMEPPE Rue Dufaux | AUVELAIS Rue Docteur Romedenne | MOIGNELÉE Cimetière |